# Matapa
Il matapa è un piatto tradizionale della cucina mozambicana a base di foglie di manioca ammucchiate, cotte in una salsa (in genere realizzata con arachidi e di latte di cocco) e condite con frutti di mare, che possono essere gamberetti (freschi o essiccati) o granchio. Di solito il matapa è servito con lo xima, un piatto a base di farina di mais tipico dell'Africa orientale e di parte dell'Africa meridionale, oppure con del riso bianco.
Le foglie di manioca, preferibilmente quelle più nuove, vengono raccolte e ad esse viene aggiunto dell'aglio e del piri-piri, nome locale del Capsicum frutescens; con questi ingredienti si forma una crema che è possibile cuocere senz'acqua; quando la crema è quasi asciutta, si aggiungono pomodori e cipolle tritati ed, eventualmente, del pesce; il tutto viene fatto bollire e viene mescolato continuamente. La salsa di cocco e di arachidi viene aggiunta successivamente, mentre procede la cottura a fuoco lento.
Il matapa è un piatto diffuso soprattutto in Mozambico ma piuttosto comune anche in altri Paesi dell'Africa subsahariana; per la sua preparazione possono essere impiegati anche il gombo e il cacana, termine portoghese per indicare la Momordica balsamina.